# Liocrobyla brachybotrys
Liocrobyla brachybotrys är en fjärilsart som beskrevs av Hiroshi Kuroko 1960. Liocrobyla brachybotrys ingår i släktet Liocrobyla och familjen styltmalar. Inga underarter finns listade i Catalogue of Life.